# Cubaris fragilis
Cubaris fragilis är en kräftdjursart som beskrevs av Walter E. Collinge 1914. Cubaris fragilis ingår i släktet Cubaris och familjen Armadillidae. Inga underarter finns listade i Catalogue of Life.